# Simira paraguayensis
Simira paraguayensis är en måreväxtart som först beskrevs av Paul Carpenter Standley, och fick sitt nu gällande namn av Julian Alfred Steyermark. Simira paraguayensis ingår i släktet Simira och familjen måreväxter.
Artens utbredningsområde är Paraguay. Inga underarter finns listade i Catalogue of Life.